# Olivier Pantaloni
Pour les articles homonymes, voir Pantaloni.
Olivier Pantaloni, né le 13 décembre 1966 à Bastia (Haute-Corse), est un footballeur français, reconverti en tant qu'entraîneur. 
Il joue au poste de milieu de terrain du milieu des années 1980 au début des années 2000. Formé au Gazélec Ajaccio puis à l'OGC Nice, il joue notamment au SC Bastia et à l'AC Ajaccio. 
Il devient ensuite entraîneur et dirige à trois reprises l'AC Ajaccio, entre 2004 et 2024. Il est depuis juin 2024 l'entraîneur du FC Lorient.

## Biographie

### Joueur
Olivier Pantaloni débute en 1976 dans les équipes de jeunes du Gazélec Ajaccio et reste au club jusqu'à l'été 1985, après un passage à l'AC Ajaccio en 1982-1983, ne jouant alors qu'une saison sur deux. En 1985, Olivier quitte la Corse pour l'OGC Nice, club dans lequel il passe trois saisons, toutes en Division 3 avec la réserve. Il occupe le poste d'attaquant, côté gauche.
À l'été 1988, Olivier s'engage avec le SC Bastia, en Division 2. À l'issue de 2 bonnes saisons avec le club corse, il est contacté par Bernard Bosquier qui œuvre pour l'AS St-Étienne et signe en 1990 un contrat de 4 ans avec les Verts. Olivier est prêté de suite à Martigues, en Division 2 et entraîné par un autre Corse, l'ancien gardien Paul Orsatti. Il retrouve St-Étienne la saison suivante mais joue surtout en Division 3, ne prenant part qu'à 3 rencontres de Division 1.
Nouveau prêt ensuite dans le club de son enfance, le Gazélec Ajaccio qui évolue alors en Division 2. La saison 1993-1994 sera celle de sa dernière année de contrat chez les Verts, avec l'équipe réserve ; Olivier joue seulement 1 match avec l'équipe de Division 1 dirigée par Jacques Santini.
Souhaitant retrouver sa Corse natale, il répond favorablement à l'appel de l'AC Ajaccio qui vient juste de s'extirper de la DH Corse après une lutte de longue haleine avec le CAB Gallia Lucciana (entraîné par Antoine Redin). Débute alors une formidable aventure qui va mener le club de la cité impériale en Division 1 à l'issue de la saison 2001-2002. Olivier Pantaloni participe activement à cette épopée : en 6 saisons sous le maillot rouge et blanc, il connaît 3 accessions successives, passant du National 3 à la Division 2.
Il arrête sa carrière au terme de la saison 1999-2000 en Division 2, ayant joué 146 matchs pour l'AC Ajaccio dans les différents championnats et inscrit 37 buts.

### Entraîneur
Après une saison sabbatique, Olivier revient à l'AC Ajaccio en 2001-2002, celle de la montée en Division 1, comme adjoint de Rolland Courbis, il est chargé de la préparation physique.
Olivier Pantaloni entraîne ensuite avec succès l'équipe réserve de l'AC Ajaccio pendant 2 saisons :
- en 2003-2004, 2e en DH Corse, accession en CFA2 après barrages, en 2004-2005, maintien en CFA2 après barrages puis repêchage.
Il dirige pendant 5 matchs l'équipe pro de l'AC Ajaccio en septembre et octobre 2004, assurant l'intérim après l'éviction de Dominique Bijotat et en attendant le retour de Rolland Courbis.
Ses matchs dirigés en Ligue 1, Saison 2004-2005 sont Istres - ACA : 0-1, joué à Nîmes (7e journée), ACA - Caen : 2-2 (8e journée), Lens - ACA 1-1 (9e journée), ACA - Strasbourg 2-2 (10e journée) et Paris SG - ACA : 1-0 (11e journée).
Le 23 février 2009, il succède comme entraineur principal à José Pasqualetti, qui décide de prendre du recul à la suite des mauvais résultats du club qui est menacé de relégation. Il parvient à maintenir le club en Ligue 2 à l'issue de la saison 2008-2009 grâce notamment à des victoires sur Lens, Boulogne et Angers (trois clubs qui jouent la montée en Ligue 1), et surtout grâce au succès obtenu à domicile face à Metz lors de la 37e journée.
Au terme de la saison 2008-2009, il est maintenu au poste d'entraîneur pour la saison 2009-2010. Puis à l'issue de la saison 2010-2011, il permet à l'AC Ajaccio de retrouver l'élite du football français, 5 ans après la relégation de 2006. En effet, le club ajaccien termine 2e de la Ligue 2 après la 38e journée et la victoire à Nîmes, et accède ainsi à la Ligue 1. Lors de la saison 2011/2012 le club corse se maintient lors de l'ultime journée. Olivier Pantaloni quitte le club le 13 juin 2012.
En poste depuis 2013 au Tours FC, il quitte le club 21 octobre 2014, invoquant l'absence de conditions nécessaires pour assurer ses fonctions". Libéré de son contrat le liant avec le club tourangeau par la commission juridique de la LFP, il prend place sur le banc de l'AC Ajaccio le 7 novembre 2014 pour diriger son premier match en Corse face à Troyes dans le cadre de la 14e journée de Ligue 2 (victoire 2-1 à la suite des réalisations de Nicolas Fauvergue et Dennis Oliech) .
En juin 2024, il est nommé entraineur du FC Lorient, relégué en Ligue 2. Dès la première saison, il devient champion de France de L2 et fait remonter le club en Ligue 1.

## Statistiques
| Saison                | Club                  | Championnat           | Championnat | Championnat | Coupe nationale | Coupe nationale | Coupe de la Ligue | Coupe de la Ligue | Total | Total |
| Saison                | Club                  | Division              | M.          | B.          | M.              | B.              | M.                | B.                | M.    | B.    |
| 1988-1989             | SEC Bastia            | Division 2            | 22          | 2           | -               | -               | -                 | -                 | 22    | 2     |
| 1989-1990             | SEC Bastia            | Division 2            | 22          | 5           | 1               | 0               | -                 | -                 | 23    | 5     |
| 1990-1991             | FC Martigues (prêt)   | Division 2            | 29          | 6           | 1               | 0               | -                 | -                 | 30    | 6     |
| 1991-1992             | AS Saint-Étienne      | Division 1            | 3           | 0           | 1               | 0               | -                 | -                 | 4     | 0     |
| 1992-1993             | GFC Ajaccio (prêt)    | Division 2            | 20          | 2           | 2               | 0               | -                 | -                 | 22    | 2     |
| 1993-1994             | AS Saint-Étienne      | Division 1            | 1           | 0           | -               | -               | -                 | -                 | 1     | 0     |
| 1994-1995             | AC Ajaccio            | National 3            | -           | -           | -               | -               | -                 | -                 | 0     | 0     |
| 1995-1996             | AC Ajaccio            | National 3            | -           | -           | -               | -               | -                 | -                 | 0     | 0     |
| 1996-1997             | AC Ajaccio            | National 2            | 30          | 7           | -               | -               | -                 | -                 | 30    | 7     |
| 1997-1998             | AC Ajaccio            | National              | 23          | 2           | -               | -               | -                 | -                 | 23    | 2     |
| 1998-1999             | AC Ajaccio            | Division 2            | 22          | 0           | -               | -               | 1                 | 0                 | 23    | 0     |
| 1999-2000             | AC Ajaccio            | Division 2            | 14          | 0           | -               | -               | 1                 | 0                 | 15    | 0     |
| Total sur la carrière | Total sur la carrière | Total sur la carrière | 186         | 24          | 5               | 0               | 2                 | 0                 | 193   | 24    |

## Palmarès

### En club
- AC Ajaccio
  - Championnat de France National :
    - Vainqueur : 1998.
- FC Lorient
  - Ligue 2 :
    - Vainqueur : 2025.

### Distinctions personnelles
- Trophées UNFP 2025 : meilleur entraîneur de Ligue 2[6]